# Marc van Amstel
Marc van Amstel (Alkmaar, 24 november 1949) is een Nederlandse nieuwslezer, programmamaker en radio- en televisiepresentator. 
Van Amstel werkte voor Radio Noordzee Internationaal, de Wereldomroep, de Radionieuwsdienst van het ANP en de TROS. Hij was jarenlang actief voor Omroep Flevoland, o.a. als presentator van het tv-nieuws. Ook werkte hij lange tijd voor RTV Utrecht. Hij presenteerde daar onder meer het programma Beeldgenoten en het regionale opsporingsprogramma Bureau Hengeveld.
Van Amstel was ook gastdocent aan de School voor de Journalistiek in Utrecht.